# 운노 무네쓰나
운노 무네쓰나(일본어: 海野棟綱)는 센고쿠 시대의 무장이다. 시나노의 호족 출신. 오랫동안 동부 시나노를 지배한 시게노 3가문 중에서도 가장 정통성 있는 운노 가문의 지도자로, 치이사가타군 운노쇼를 본거지로 하는 호족이었다.

## 생애
텐분 10년(1541년) 운노타이라 전투에서 다케다, 무라카미, 스와 연합군에게 패배하고, 영지와 아들 유키요시를 잃는다.
그 뒤, 야마노우치 우에스기 가문의 관동관령 우에스기 노리마사(上杉憲政)에게 의탁하기 위해 사나다 유키타카(真田幸隆)를 비롯한 소수의 일족을 거느리고 고즈케로 달아난다. 고즈케에서 옛 영지를 회복하기 위해 노력하지만, 꿈을 이루지 못하고 죽는다.

## 사나다 가문과의 관계
사나다 유키타카의 외할아버지 또는 아버지라고 전해지지만 유키타카와의 관계는 아직 불명확하다. 일반적으로 유키타카의 아버지는 무네쓰나의 사위로 들어온 사나다 요리마사이며, 무네쓰나는 유키타카의 외할아버지라고 보는 경우가 많다.

## 같이 보기
- 사나다 유키타카
- 운노타이라 전투